# Тельтовская репка

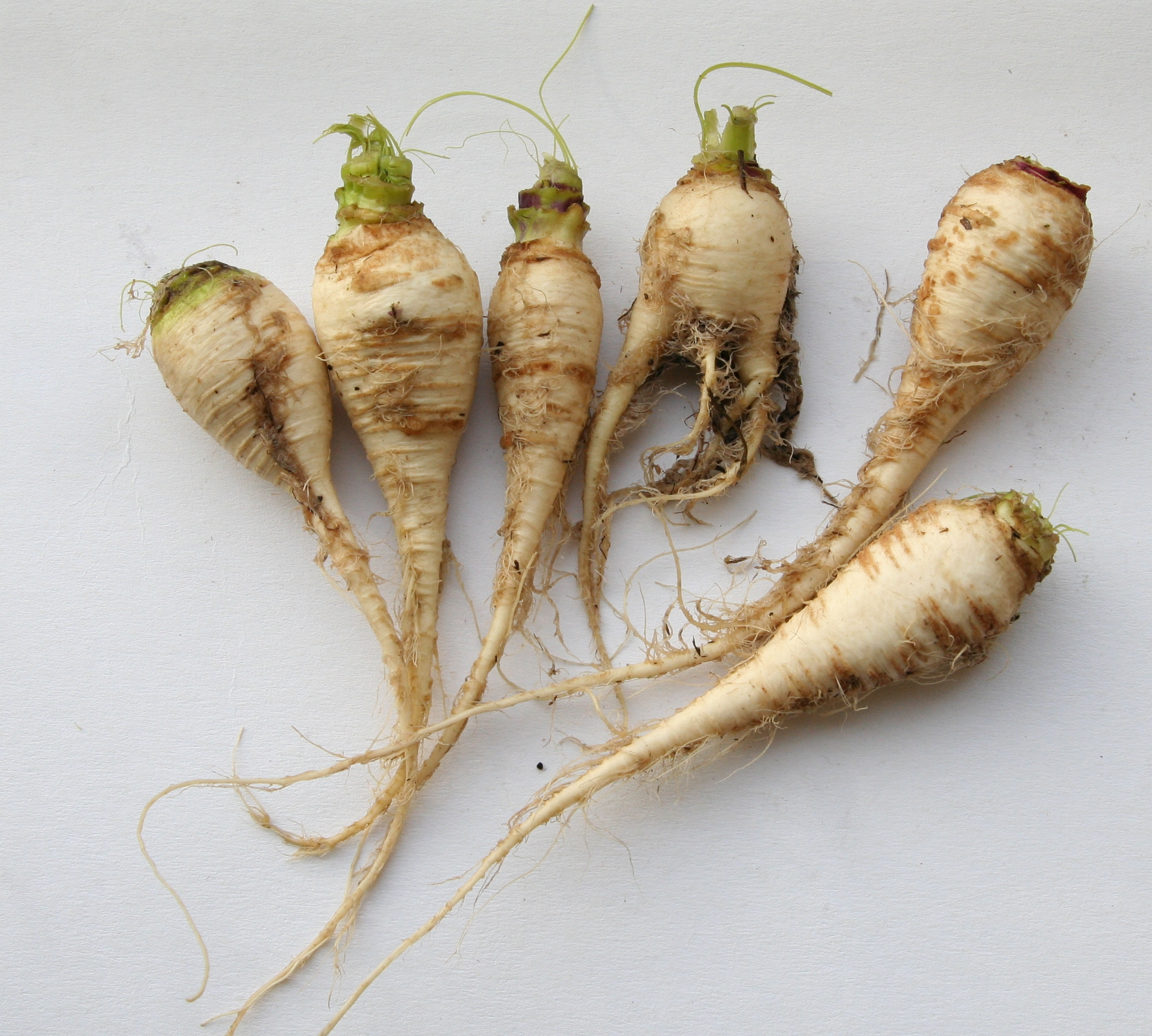
Тельтовские репки

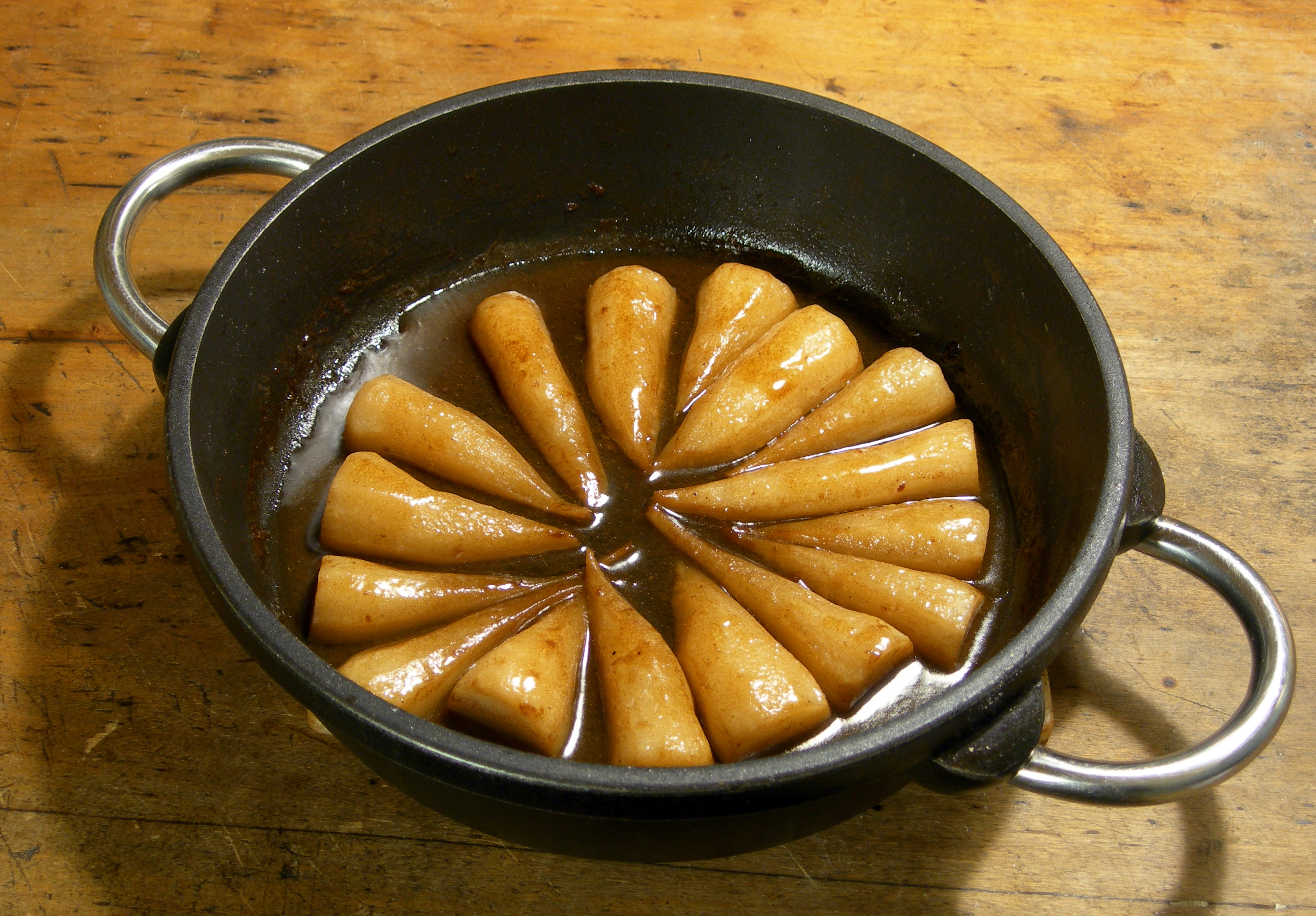
Классический гарнир из тушёных тельтовских репок

Те́льтовская репка (тельтовская брюковка, нем. Teltower Rübchen) — гастрономический специалитет берлинской и бранденбургской кухни, форма турнепса Brassica rapa subsp. rapa f. teltowiensis, произрастающий на песчаных почвах бранденбургского Тельтова. Это ароматный корнеплод белого или серого цвета около 5 см в длину, внешне похожий на пастернак или корень петрушки, он обладает «уникальным сладко-острым вкусом, напоминающим брюкву и редьку» и именуются на родине «благородным овощем». Тельтовскую репку добавляют в салаты и супы, маринуют, а также тушат в сливочном масле с карамелизированным сахаром на классический гарнир к мясу и птице. По данным на 2020 год выращиванием знаменитой репки в Тельтове занимаются только два фермерских хозяйства, площадь посадок составляет 10 га, а средний урожай — 500—800 тонн, который удовлетворяет местный спрос.
Тельтовская репка известна в Бранденбурге с XIII века, ей засевали поля после сбора урожая зерна, а урожай собирали во второй половине октября — начале ноября. Во времена Великого курфюрста Фридриха Вильгельма репка в Тельтове занимала обширные площади. Поначалу тельтовская репка считались бедняцкой едой, но к XVIII—XIX веку стала деликатесом на кухнях знатных домов, и не только Германии. Самый старинный из сохранившихся рецептов приготовления тельтовской репки указан в кулинарной книге Марии Софии Шельхаммер 1723 года. В 1751 году учёный муж И. К. Бекман в своём «Историческом описании курфюршества и Бранденбургской марки» указал, что торговцы тельтовским деликатесом отправляли его по воде и суше в Испанию и Португалию, Петербург, Константинополь, Лиссабон, Батавию и Гавану. Почитателем тельтовской репки был И. В. Гёте, который отправлял из Веймара свои заказы на неё ещё до начала сбора урожая, и в ноябре веймарская знать обедала в доме поэта «по-бранденбургски». С 1801 года поставками тельтовской репки для Гёте занимался его друг-музыкант К. Ф. Цельтер. Её заказывал себе в Кёнигсберг и И. Кант. В стихотворении «Земля Гозена» Т. Фонтане в 1898 году упомянул этот корнеплод в одном ряду с другими местными богатствами: спаржей у озера Халензе, укропом, сморчками и раками из Одера. И. Троян посвятил тельтовской репке отдельное стихотворение, воспев её культурно-историческое значение. И. Г. Фосс безуспешно пытался вырастить тельтовскую репку на более плодородных землях в Гейдельберге. В парижском издании «Трактат о садах» 1775 года тельтовские репки фигурировали как фр. navets de Berlin petit de Teltau — «маленькие тельтовские репки из Берлина», во времена Наполеона они добрались и до императорского двора. Тем не менее, региональные источники начала XX века настаивали, что ещё монахи Ленинского монастыря отправляли тельтовскую репку в Ватикан и Лизелотте Пфальцской, и благодаря именно пфальцской принцессе тельтовскую репку попробовали при дворе Людовика XIV в Версале. К числу легенд можно отнести и историю о том, что тельтовскую репку подавали на свадебный завтрак Наполеону и его второй супруге Марии-Луизе Австрийской в 1810 году.
В ГДР тельтовскую репку по причинам нерентабельности не выращивали в сельскохозяйственных кооперативах, и она сохранилась только благодаря любителям, выращивавшим её на дачных участках. После объединения Германии возник даже дефицит семян, и для восстановления традиции тельтовской репки в 1999 году было учреждено специальное общественное объединение, которое проводит приуроченный к началу сбора урожая фестиваль репки и отмечает день репки. Урожай тельтовской репки собирают вручную. С 1994 года название «тельтовская репка» защищено патентом. В Берлинском техническом университете установили лечебные свойства тельтовской репки, которая в большом количестве содержит горькие вещества глюкозинолаты, предотвращающие развитие рака кишечника, что может быть использовано в производстве биодобавок.